# Wałbrzych
Wałbrzych kiejtéseⓘ; (németül Waldenburg) város Lengyelországban, az Alsó-sziléziai vajdaságban, a Wałbrzychi járásban.

## Fekvése
A város a Pełcznica folyó partján fekszik, a Wałbrzychi hegyekben (Középső Szudéták). Távolsága a vajdaság székhelyétől, Wrocławtól 70 km, a cseh határtól pedig mintegy 30 km.

## Történelem
A városról a 12. században íródott az első okirat. 1742-ben az első sziléziai háború során szerezte meg több sziléziai területtel együtt Poroszország, majd a későbbi Német Császárság része lett.1885-ben a lakosság 13 ezer fő volt, amelynek túlnyomó többsége evangélikus. Az első világháború végéig Németország Szilézia tartományának egyik jelentős települése volt, szénbányászata a 16. században kezdődött meg. 1919-1945 között Alsó-Szilézia tartomány része.
1945-ben a várost Lengyelországhoz csatolták. 1975-1998 között a Wałbrzychi vajdaság központja volt, később járásközpont lett. Az 1990-es évek elején bezárták a bányákat, helyükön 1995-ben múzeumot nyitottak.

## Városrészek
Wałbrzych különböző városrészei, zárójelben a városhoz csatolás vagy létrehozás évével.
- Nowe Miasto (1880)
- Stary Zdrój (1905, 1919)
- Poniatów – former (U)Stronie (1929, 1973)
- Podgórze I (1931)
- Podgórze II – former Dzietrzychów (1934)

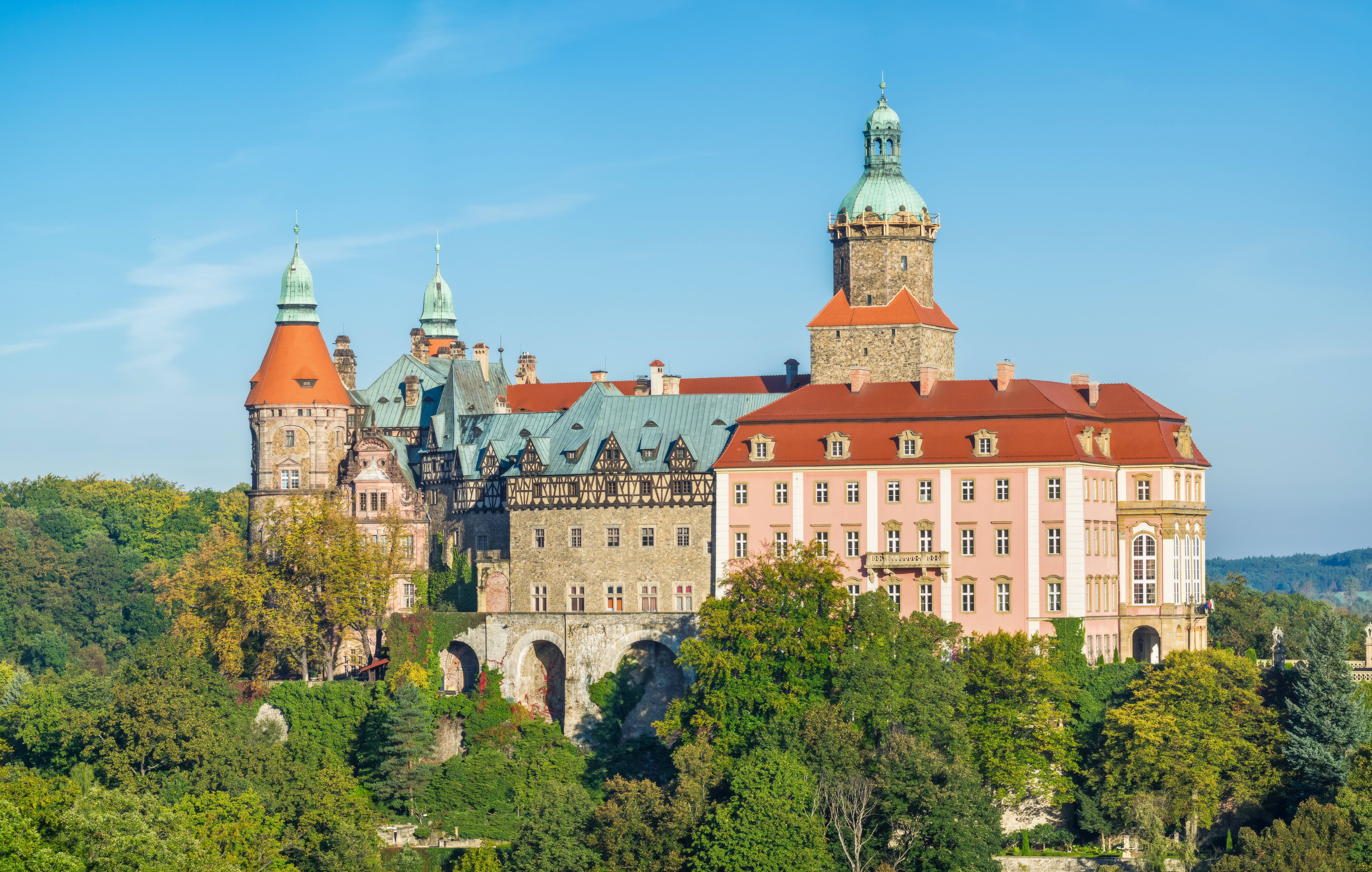
A Książ-kastély a város jelképe

- Sobięcin – former Węglewo (1951)
- Szczawienko (1951)
- Rusinowa (1951)
- Piaskowa Góra (1951)

- Biały Kamień (1951)
- Konradów (1958)
- Kozice (1958)
- Glinik Stary (1973)
- Książ (1973)
- Lubiechów (1973)
- Glinik Nowy (1973)
- Podzamcze (1976)
- Osiedle Wanda

## Látnivalók

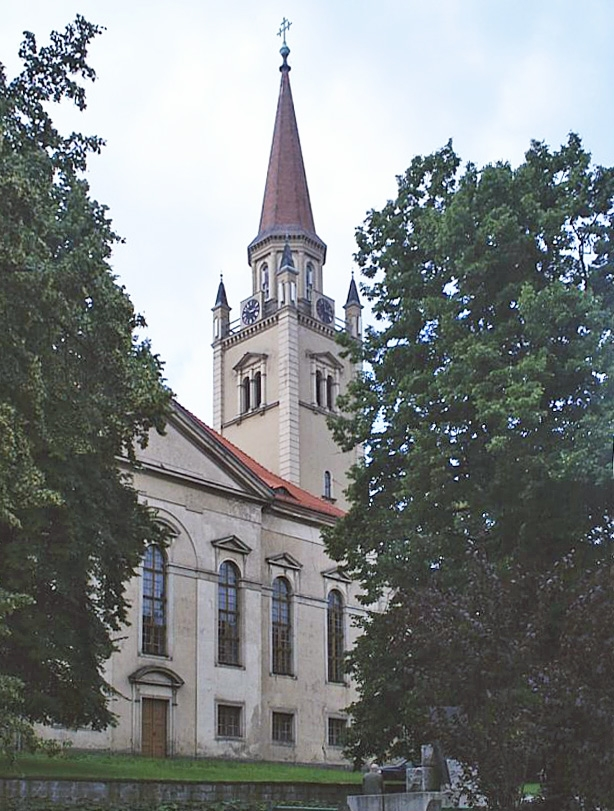
Evangélikus templom

- A Książ (eredeti német nevén Fürstenstein) hercegi kastélya a várostól északra fekszik. Az épület Szilézia legnagyobb kastélya, egész Lengyelországban csak a Wawel és a malborki vár kastélya nagyobb nála.
- Wałbrzychi Mauzóleum (Totenburg): a Hitler által emeltetett „Büszkeség, dicsőség és erő” emlékműve az I. világháború áldozatainak emlékére épült, valójában a náci eszmék ápolásának és terjesztésének az eszköze volt.
- Chełmiec-hegy: a város látképét uraló hegy csúcsán egy kilátó, televízió- és rádióadó, valamint egy 45 méteres kereszt található.
- Pálmaház 80-féle növénnyel.
- Márk-tér (1997-1999 renoválták)
- Czettritz-család kastélya (1604–1628)
- Városi múzeum
- klasszicista evangélikus templom (1785–1788)
- A Kis-Wołowiec hegy alatti vasúti alagút 1601 méteres hosszával a leghosszabb Lengyelországban.

## Média

### Rádió
- Radio RMF MAXXX
- Radio Złote Przeboje

### Újságok
- Tygodnik Wałbrzyski Archiválva 2016. január 24-i dátummal a Wayback Machine-ben
- Nowe Wiadomości Wałbrzyskie Archiválva 2012. március 18-i dátummal a Wayback Machine-ben
- TygodnikWałbrzych.pl Archiválva 2007. szeptember 30-i dátummal a Wayback Machine-ben
- Słowo Polskie Gazeta Wrocławska
- Wałbrzyski Informator Kulturalny
- Tygodnik 30 minut (bezpłatny)

### Televízió
- TV Dami Wałbrzych
- Telewizja Wałbrzych
- Telewizja Kablowa Podgórze
- Telewizja Kablowa Vectra S.A.

## Testvértelepülések (az együttműködés kezdete)
- Málta Gżira (2000. november 12.)
- Olaszország Foggia (1998. január 14.
- Franciaország Vannes (2001. október 2.)
- Csehország Hradec Králové (1991. november 6.)
- Németország Freiberg (1991. június 26.)
- Lengyelország Jastarnia (1997. május 9.)
- Oroszország Tula (1991. szeptember 30.)
- Ukrajna Dnyipro (2001. június 4.)

## Híres emberek
Ebben a városban született Sebastian Janikowski, az Oakland Raiders nevű amerikaifutball-csapat rúgójátékosa.